# Microsoft Store
Ne doit pas être confondu avec Microsoft Store (programme) ou Windows Phone Store.
Le Microsoft Store est une chaîne de magasins et un site de vente en ligne de produits liés à l'informatique, possédé et géré par la multinationale américaine Microsoft.
Le Microsoft Store est semblable au concept populaire des Apple Store, qui a été largement couronné de succès. Le concept vise à donner un plus grand niveau de satisfaction de la clientèle non seulement par rapport au personnel de vente mais également en employant des « conseillers techniques » (similaire aux « génies » chez Apple) pour aider les clients sur les questions techniques. En outre, les « spécialistes » (ou formateurs) sont employés pour montrer aux clients comment tirer le meilleur parti de leur logiciel.

## Histoire
Le Microsoft Store vend des produits appelés "Signature PCs" (comme la tablette Microsoft Surface), et provenant d'autres entreprises telles que HP, Acer, Dell, Lenovo et Sony, avec des démos (essais gratuits de certains logiciels de tierce partie qui expirent après un temps limité). Les boutiques Microsoft Store vendent également le système d'exploitation Windows (la plupart des versions au détail), la suite bureautique Microsoft Office, les téléphones Microsoft Lumia avec Windows Phone, les consoles de jeu Xbox 360 et Xbox One ainsi que d'autres jeux, et des services. Le Microsoft Store propose aussi un bureau de réponses qui contribue à répondre aux questions relies à Windows, Office et d'autres produits Microsoft. Les magasins offrent également des séances en classe ainsi que des formations,.
En 2009, Microsoft a construit un « centre d'expérience Microsoft » dans leur siège de Redmond (Washington) et a annoncé son intention de construire ses propres magasins de vente au détail. Le 22 octobre 2009, le même jour que le lancement de Windows 7, Microsoft a ouvert un Store à Scottsdale, en Arizona, puis un autre à Mission Viejo, en Californie.
Cinq autres magasins ont été ouverts en 2011, dont un à Atlanta en mai 2011, et deux ouvertures de plus prévues à Houston et Los Angeles à la fin de juin,,. D'autres magasins ont ensuite ouvert en Californie, Colorado, Géorgie, Illinois, Minnesota, Missouri, Texas et Washington. Aujourd'hui, ces boutiques se trouvent sur tous les continents. En 2014, Microsoft a annoncé son intention d'ouvrir 75 nouveaux magasins dans les trois prochaines années,,.
Le 26 juin 2020, Microsoft annonce que, du fait de la pandémie de Covid-19 et que la quasi-totalité de ses ventes se fait désormais en ligne, tous ses Microsoft Store physiques seront fermés, seulement quatre d'entre eux devant être transformés en « centres de l'expérience Microsoft », tout en ne conservant que la boutique Microsoft Store en ligne.

## Microsoft Store en ligne
Le Microsoft Store en ligne est une boutique en ligne de Microsoft et le successeur du Windows Marketplace, qui a également été détenu et exploité par la société. Il vend des logiciels Microsoft et du matériel, ainsi que les ordinateurs Signature de Microsoft (créés par différents fabricants, y compris Microsoft avec ses Surface).
Le site est présent sur 228 marchés mondiaux, y compris l'Australie, le Canada, l'Union européenne, la France, l'Allemagne, l'Inde, l'Italie, le Japon, la Corée du Sud, les Pays-Bas, l'Espagne, le Royaume-Uni et les États-Unis.
Le 12 février 2012, il a été rapporté[Par qui ?] qu'une boutique en ligne indienne de Microsoft a été piratée : les noms d'utilisateurs et les mots de passe des utilisateurs ont été volés par un groupe criminel chinois appelé « Mal Ombre Team ». Ceux-ci ont utilisé les données obtenues pour effectuer des achats sur le site. Il a été révélé[Par qui ?] que les mots de passe ne sont pas chiffrés et sont stockés en clair.

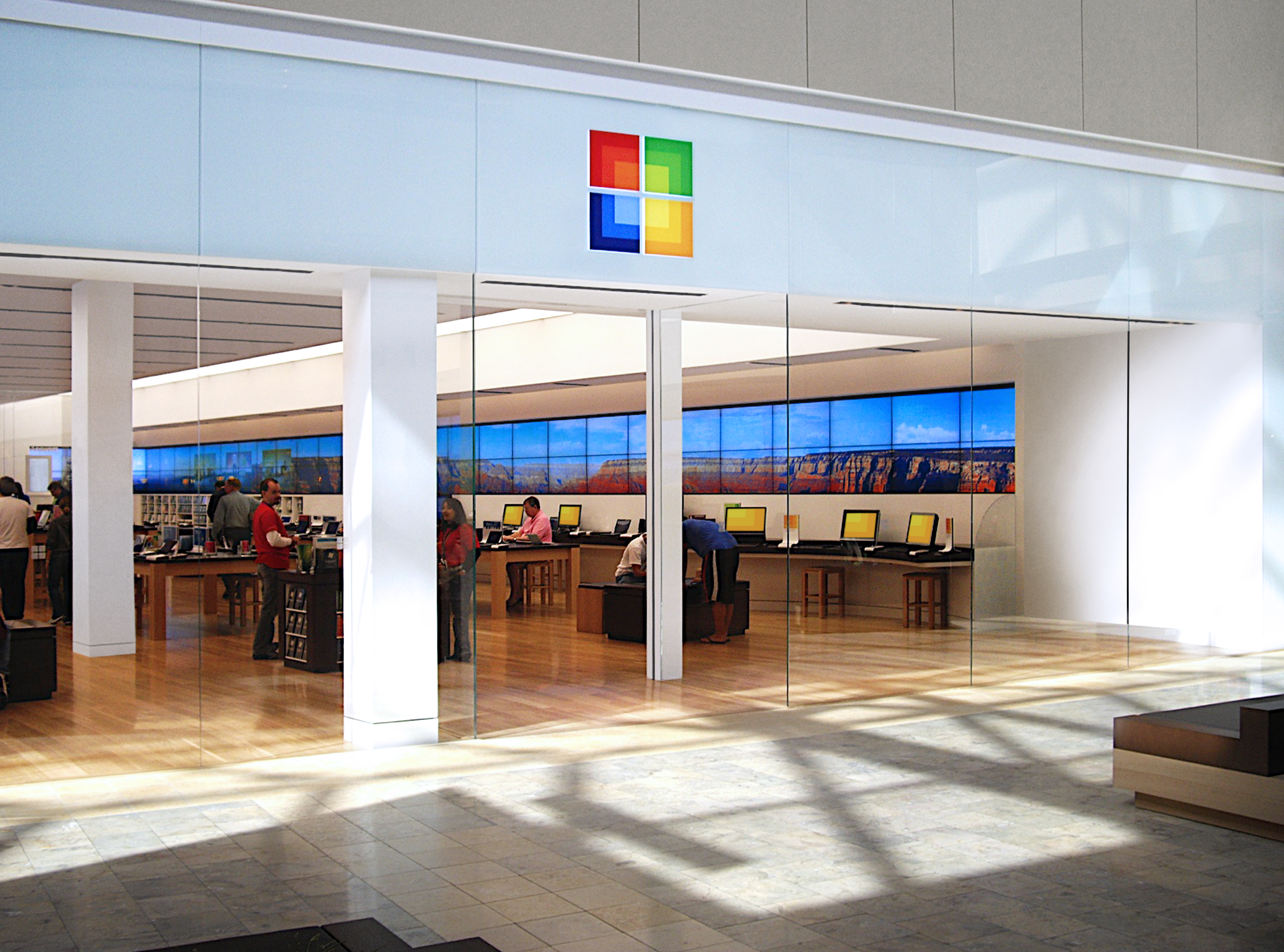
Microsoft Store

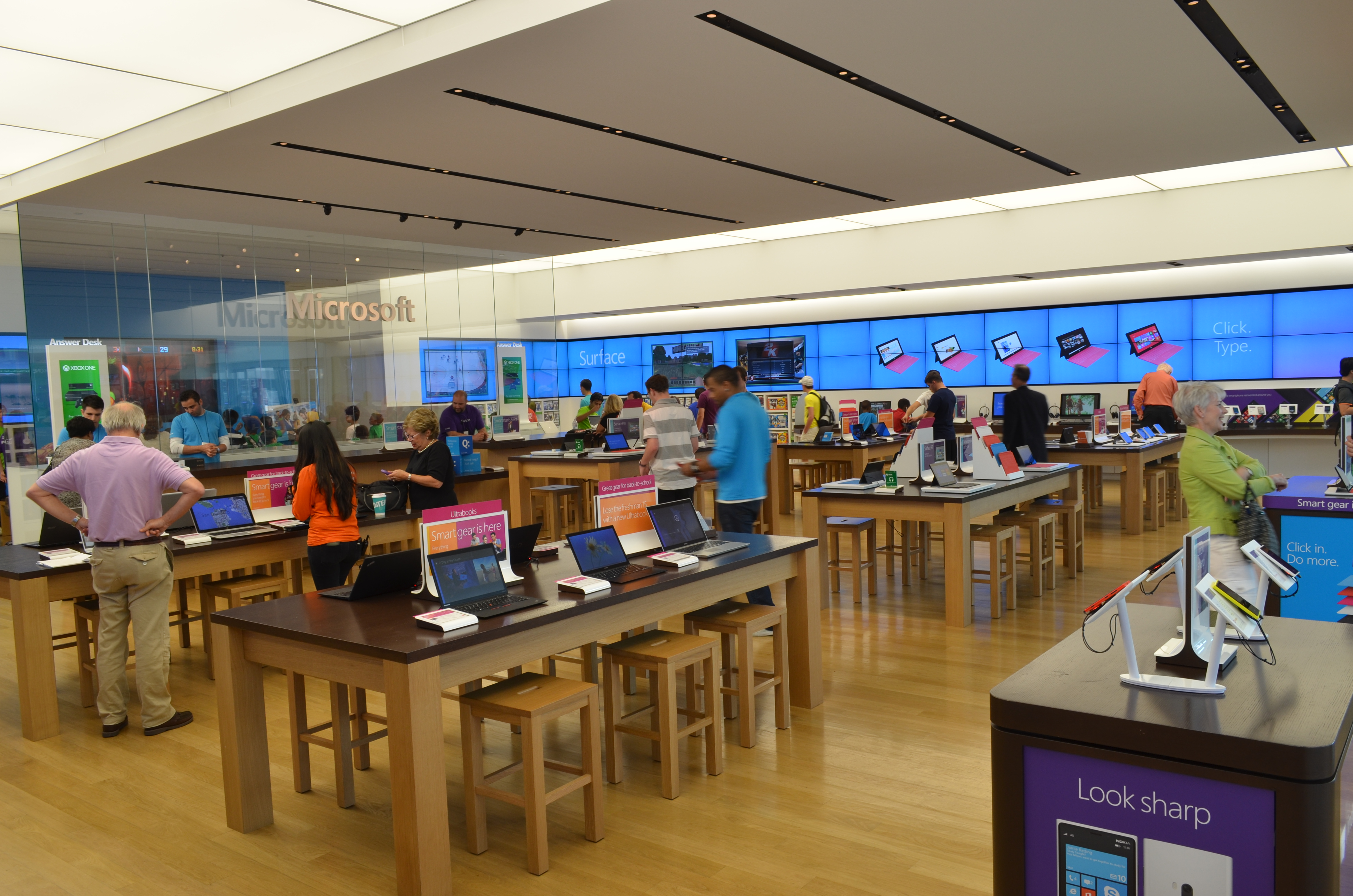
Microsoft Store à Yorkdale (Toronto), le premier magasin hors des États-Unis

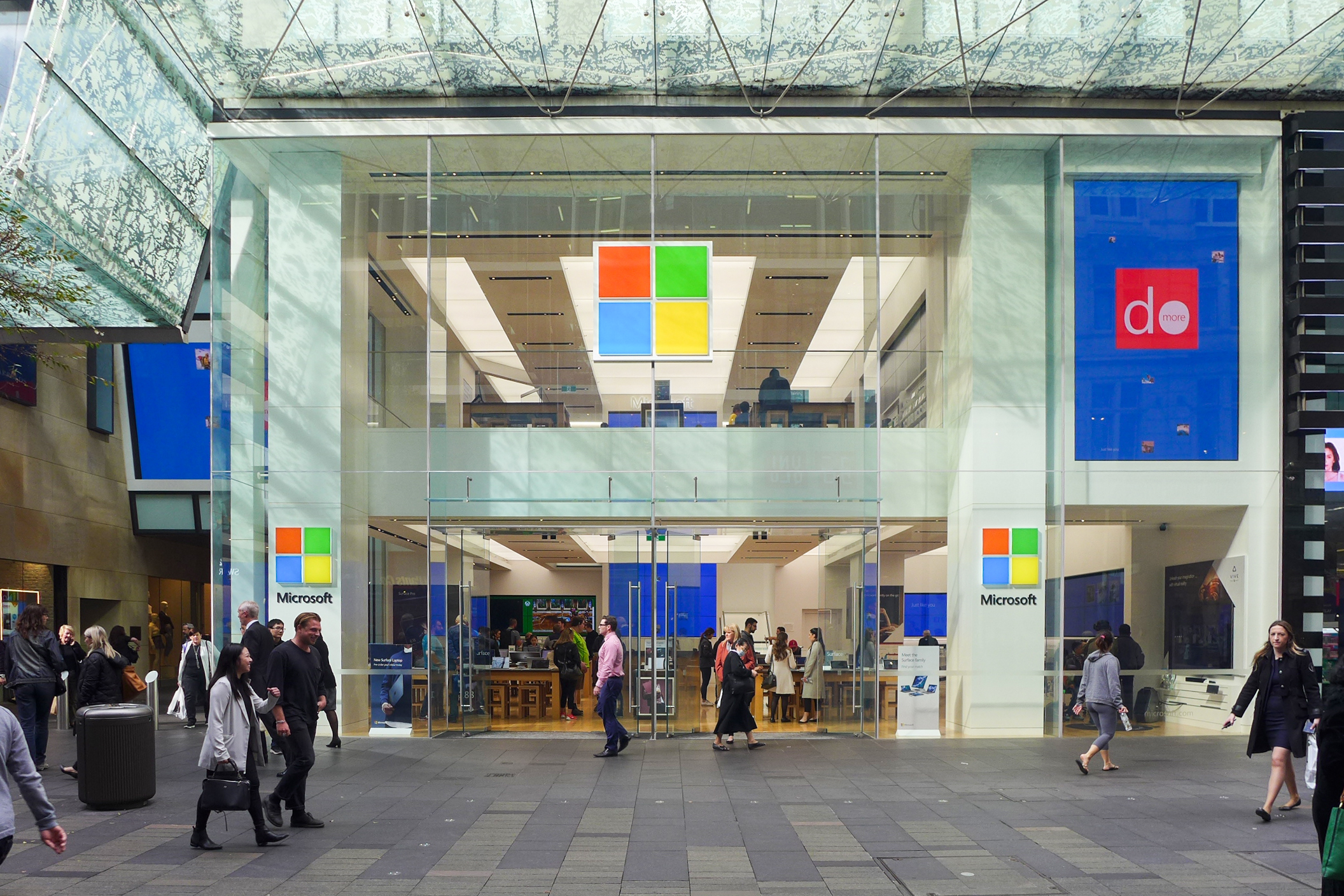
Microsoft Store à Sydney (Australie)